# Compagnie danoise des Indes occidentales et orientales
La Compagnie danoise des Indes occidentales et orientales, était l'une des compagnies commerciales fondées au XVIIe siècle sur la Côte de l'Or (actuel Ghana).
Fondée en 1657, elle a opéré à partir de cette date sur la Côte-de-l'Or danoise, au lendemain de la guerre entre la Suède et le Danemark, qui eut lieu entre 1655 et 1657.

## Historique
Jusque-là, le Danemark n'avait que la Compagnie danoise des Indes orientales, fondée le 17 mai 1616, par le roi Christian IV, compagnie qui se concentrait uniquement sur le commerce avec l'Inde, étant basée à Tranquebar. 
Plus tard est créée une troisième société, la Compagnie danoise des Indes occidentales et de Guinée, juste après la fondation de Saint-Thomas, dans les Antilles,  le 11 mars 1671, l'apposition « et de Guinée » n'ayant lieu le 30 août 1680. Cette dernière se chargeait uniquement des Indes occidentales danoises, dans les Îles Vierges américaines, Saint-Thomas et Saint John.
Dès lors, l'empire colonial danois était séparé en deux secteurs: l'Inde d'une part et l'Afrique-Amérique d'autre part. La société créée en 1657 opérait sur les deux secteurs, grâce à l'occasion offerte par le revirement d'un Hollandais qui travaillait jusque-là pour la Suède : Henry Caerlof avait fondé pour la Compagnie suédoise d'Afrique les comptoirs de Carolusburg et Fort Osu. Parti en Europe en 1655, il revint en 1657 sous le pavillon des danois, traditionnels rivaux de suédois, qui avaient décidé, sous la monarchie du Christian V de Danemark (1646-1699) de les concurrencer jusqu'en Afrique par le biais de la Compagnie danoise des Indes occidentales et orientales. 
Carolusburg tomba aux mains des danois, non sans opposer une résistance farouche. La Compagnie danoise des Indes occidentales et orientales a en particulier négocié l'achat au dey de Fetu de terrains sur la colline où fut construit Fort Fredriksborg, un petit fort triangulaire qui devient la capitale de colonie danoise, vite transférée ensuite à Fort Christiansborg. Fort Fredriksborg sera revendu en 1685 aux anglais.